# Final Four Liga Europea de la FIBA 1996
La Final Four París 1996 corresponde al Final Four o etapas semifinales y finales del campeonato de baloncesto de Europa, que en su edición del año 1996 se disputó en el Palais Omnisports Paris-Bercy, Francia.

## Polémica final
Era la cuarta final para los azulgrana y la primera para los verdes. El Barça fue casi todo el tiempo perdiendo, llegando al descanso 10 puntos abajo (35-25). La segunda parte no cambió para nada el panorama y la derrota blaugrana parecía cantada en el minuto 38 (52-61), pero en sólo dos minutos cambió por completo. Los hombres de Aíto sacaron todo su genio, robaron dos balones, Karnišovas anotó un triple, Galilea un ‘2+1’ y Montero lanzó el balón del título cuando los griegos no tenían ya tiempo material para reaccionar (67-66). 
En los últimos segundos del partido, se produjo un dudoso tapón de Vrankovic a Montero, siendo muy controvertida tanto la actuación de Virovnik y Dorizon -los árbitros de aquel día- como de la mesa arbitral, ya que el reloj también se detuvo de manera inexplicable, durante varios segundos, en el ataque final del FC Barcelona, permitiendo al equipo Catalán una posesión más larga y, presumiblemente, un mayor tiempo de reacción al BC Panathinaikos en un hipotético último ataque. 
El Barça impugnó el acta del partido cinco minutos después de concluir el mismo, debido a las irregularidades cometidas en los últimos compases de la final. Los colegiados, citados a declarar en el hotel Concorde Lafayette tras el partido, reconocieron su error en el tapón ilegal de Vrankovic. Finalmente la FIBA desestimó el recurso del Barça y la Copa se fue para Atenas, tras una final que acabó a las cuatro de la madrugada en un hotel de París.

## Resultados
- Palais Omnisports, París  - 9 y 11 de abril de 1996

|  | Semifinales        | Semifinales        |    |                | Final               | Final               |  |
|  | 9 de abril de 1996 | 9 de abril de 1996 |    |                | 11 de abril de 1996 | 11 de abril de 1996 |  |
|  |                    |                    |    |                |                     |                     |  |
|  |                    |                    |    |                |                     |                     |  |
|  | PBC CSKA Moscú     | 71                 |    |                |                     |                     |  |
|  | Panathinaikos BC   | 81                 |    |                |                     |                     |  |
|  |                    |                    |    |                |                     |                     |  |
|  |                    |                    |    |                |                     |                     |  |
|  |                    |                    |    |                | Panathinaikos BC    | 67                  |  |
|  |                    | FC Barcelona       | 66 |                |                     |                     |  |
|  |                    |                    |    |                |                     |                     |  |
|  |                    |                    |    |                |                     |                     |  |
|  |                    |                    |    |                | Tercer lugar        |                     |  |
|  |                    |                    |    |                |                     |                     |  |
|  | FC Barcelona       | 76                 |    | PBC CSKA Moscú | 74                  |                     |  |
|  | Real Madrid        | 66                 |    |                | Real Madrid         | 73                  |  |

## Semifinales

### CSKA Moscú – Panathinaikos
| 9 de abril de 1996 | CSKA Moscú                                 | 71–81                              | Panathinaikos                                    | |  |
| 19:00              | Marcador por tiempos: 33–36, 38–45         | Marcador por tiempos: 33–36, 38–45 | Marcador por tiempos: 33–36, 38–45               | |  |
|                    | Estadísticas Karasev 23 Nwosu 13 Karasev 9 | Reporte Pts Reb Asts               | Estadísticas Wilkins 35 Vranković 12 Oikonomou 5 | Pabellón: Palais Omnisports de Paris-Bercy, París Asistencia: 12,500 espectadores Árbitros: Iztok Rems (SLO), Pascal Dorizon (FRA) |  |

### FC Barcelona Banca Catalana – Real Madrid Teka
| 9 de abril de 1996 | FC Barcelona Banca Catalana                        | 76–66                              | Real Madrid Teka                           | |  |
| 21:00              | Marcador por tiempos: 34–38, 42–28                 | Marcador por tiempos: 34–38, 42–28 | Marcador por tiempos: 34–38, 42–28         | |  |
|                    | Estadísticas Karnišovas 24 Godfread 7 Karnišovas 6 | Reporte Pts Reb Asts               | Estadísticas Arlauckas 22 Smith 6 Santos 5 | Pabellón: Palais Omnisports de Paris-Bercy, París Asistencia: 11,000 espectadores Árbitros: Reuven Virovnik (ISR), José Araujo (POR) |  |

## Tercer y cuarto puesto
| 11 de abril de 1996 | CSKA Moscú                              | 74–73                              | Real Madrid Teka                        | |  |
| 19:00               | Marcador por tiempos: 34–35, 40–38      | Marcador por tiempos: 34–35, 40–38 | Marcador por tiempos: 34–35, 40–38      | |  |
|                     | Estadísticas Vētra 22 Panov 8 Karasev 8 | Reporte Pts Reb Asts               | Estadísticas Savić 22 Savić 9 Antúnez 7 | Pabellón: Palais Omnisports Paris-Bercy, París Asistencia: 10,500 espectadores Árbitros: Iztok Rems (SLO), José Araujo (POR) |  |

## Final
| 11 de abril de 1996 | Panathinaikos                                   | 67–66                              | FC Barcelona Banca Catalana                          | |  |
| 21:00               | Marcador por tiempos: 35–25, 32–41              | Marcador por tiempos: 35–25, 32–41 | Marcador por tiempos: 35–25, 32–41                   | |  |
|                     | Estadísticas Alvertis 17 Wilkins 10 Oikonomou 5 | Reporte Pts Reb Asts               | Estadísticas Karnišovas 23 Karnišovas 8 Karnišovas 6 | Pabellón: Palais Omnisports Paris-Bercy, Paris Asistencia: 12,500 espectadores Árbitros: Reuven Virovnik (ISR), Pascal Dorizon (FRA) |  |

## Estadísticas
|                                  | Min | Pts | 2p    | 3p   | 1p    | Rdf | Rof | As | FP |
| -------------------------------- | --- | --- | ----- | ---- | ----- | --- | --- | -- | -- |
| Fragiskos Alvertis               | 23  | 17  | 6/8   | 1/2  | 2/2   | 1   | 2   | 2  | 5  |
| Panagiotis Giannakis             | 38  | 9   | 2/3   | 1/2  | 2/2   | 2   |     | 4  | 3  |
| Nikos Ekonomou                   | 35  | 10  | 2/6   | 1/4  | 3/4   | 5   | 1   | 5  | 2  |
| Dominique Wilkins                | 38  | 16  | 7/14  | 0/1  | 2/3   | 7   | 3   | 1  | 3  |
| Stojan Vranković                 | 34  |     | 0/1   |      |       | 6   | 3   | 1  | 3  |
| John Korfas                      | 5   | 4   |       |      | 4/6   |     |     |    | 1  |
| Tzanis Stavrakopoulos            | 20  | 9   | 1/2   | 1/3  | 4/6   | 2   | 1   |    | 3  |
| Vagelis Vourtzoumis              | 7   | 2   | 1/1   | 0/2  |       |     |     | 1  | 2  |
| Panathinaikos BC                 |     | 67  | 19/35 | 4/14 | 17/23 | 23  | 10  | 14 | 22 |
| Entrenador : Božidar Maljković   |     |     |       |      |       |     |     |    |    |
| José Luis Galilea                | 34  | 10  | 3/4   | 1/3  | 1/1   | 1   |     | 5  | 3  |
| Xavi Fernández                   | 29  | 15  | 2/4   | 3/4  | 2/3   | 2   | 1   |    | 4  |
| Artūras Karnišovas               | 38  | 23  | 4/10  | 2/6  | 9/9   | 3   | 5   | 6  | 3  |
| Andrés Jiménez                   | 27  | 9   | 4/7   | 0/1  | 1/2   | 1   | 1   | 1  | 3  |
| Dan Godfread                     | 34  | 9   | 4/6   | 0/4  | 1/2   | 3   | 2   | 1  | 3  |
| José Antonio Montero             | 11  |     |       | 0/2  |       |     |     | 2  | 3  |
| Salva Díez                       | 11  |     | 0/2   | 0/2  |       |     | 1   | 2  | 3  |
| Manel Bosch                      | 8   |     |       | 0/1  |       | 2   |     | 1  |    |
| Ferrán Martínez                  | 8   |     | 0/2   |      |       | 2   |     |    |    |
| FC Barcelona                     |     | 66  | 17/35 | 6/23 | 14/17 | 14  | 10  | 18 | 22 |
| Entrenador : Aito García Reneses |     |     |       |      |       |     |     |    |    |